# Худайбердин, Шагит Ахметович
Шаги́т Ахме́тович Худайбе́рдин (баш. Шәһит Әхмәт улы Хоҙайбирҙин; 9 октября 1896, Псянчино, Оренбургская губерния — 21 декабря 1924, Москва) — революционер, партийный и государственный деятель, публицист. Один из важнейших деятелей революции и Гражданской войны в Башкирии, один из организаторов Башкирской советской республики. В качестве коммуниста-интернационалиста выступал одним из ключевых политических оппонентов национального движения.

## Биография
Родился 9 октября 1896 году в ауле Псянчино (ныне — деревня Худайбердино, Кугарчинский район Башкортостана). По национальности башкир. Его родителями были крестьяне-бедняки Ахмет и Ямиля Худайбердины, которых в селе называли «дядя Ахмет» и «тётушка Ямиля» (Ахмет-агай и Ямиля-апай). Окончив местную русско-башкирскую приходскую школу (ею руководил Хаджиахмет Ремеев), Шагит в 1909 году поступил в Оренбургское медресе «Хусаиния». В 1914 году он был исключён из числа шакирдов за агитацию против режима администрации в училище и подготовку студенческой забастовки. Оставив учёбу в возрасте 18 лет, он был вынужден устроиться на работу простым дворником.

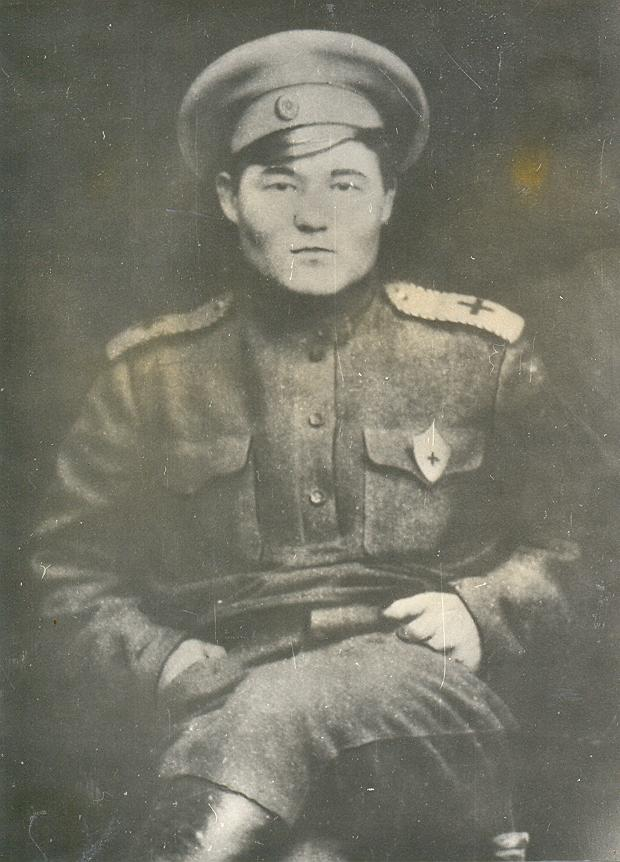
На фронте. Волынская губерния, 1914 год. На плечах — погоны вольноопределяющегося, обшитые чёрно-жёлто-белым кантом; на груди — жетон Красного креста

С началом Первой мировой войны Худайбердин, не дожидаясь мобилизации, поступил на военную службу в качестве вольноопределяющегося (об этом можно судить по единственной фронтовой фотографии, на которой он предстаёт в характерных погонах с полосатым кантом). После краткосрочных фельдшерских курсов, в звании ротного фельдшера его отправляют на юго-западный фронт. Участвует во многих сражениях. После тяжелого ранения в 1916 году возвращается в Уфу. Февральскую революцию встречает солдатом 144-го запасного стрелкового полка в Уфе. В Уфимском гарнизоне насчитывалось несколько тысяч солдат, среди которых было множество мусульман, всё чаще вовлекавшихся в революционное брожение. Худайбердин активно участвует в солдатском движении, становится членом партии эсеров и выдвигается в члены Уфимского мусульманского военного совета (УВМС), входит в редколлегию газеты «Солдат теляге́» (баш. Солдат теләге — Солдатское чаяние), пишет рассказы, стихи, статьи, ведет агитацию за прекращение войны и разделяемый левыми эсерами лозунг перехода власти к Советам.

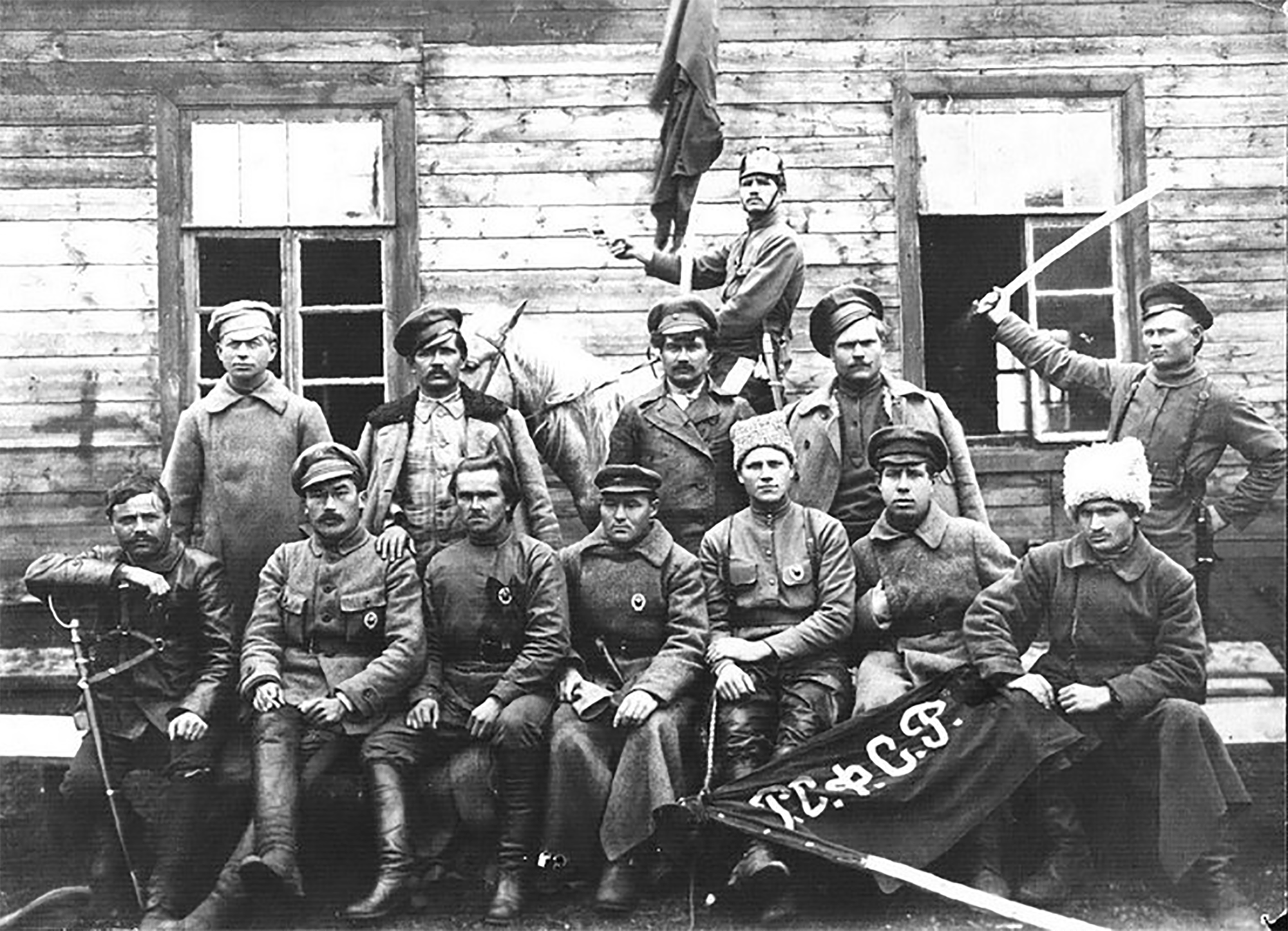
Худайбердин среди организаторов башкирского красноармейского отряда (нижний ряд, посередине)

29 октября 1917 года на общем собрании Уфимского мусульманского военного совета он зачитал решение, поддерживающее лозунг «Вся власть Советам!» и Советское правительство. 30 ноября избран вместе с большевиками Н. Брюхановым, А. Свидерским, А. Чеверевым, Т. Кривовым, А. Цюрупой, Э. Кадомцевым в Уфимский губернский исполнительный комитет Советов, став членом революционного военного трибунала губернии Стерлитамакского укрепрайона, членом коллегии мусульманского комитета по башкирским делам. В марте 1918 года он переходит из социал-революционной партии в РКП(б). В мае 1918 года по решению Уфимского губисполкома Худайбердин организовал из башкир и татар красный отряд численностью около 200 человек, который возглавил лично. В июле 1918 года отряд принимал участие в боях с частями чехословацкого корпуса под Бугульмой, где Худайбердин получил ранение и был эвакуирован сначала в Пермь, затем в Москву. После излечения в Москве Худайбердин был зачислен на работу в Наркомат по делам национальностей РСФСР (Наркомнац), где стал членом коллегии Татаро-Башкирского комиссариата и заведующим его башкирским отделом. Одновременно входил в состав Мусульманской военной коллегии Реввоенсовета республики. Возвратившись в политотдел 5-й армии Восточного фронта, снова агитирует среди солдат-мусульман, печатается в газете «Кызыл яу» («Красная армия»), где критикует одного из лидеров башкирского национального движения Ахметзаки Валиди как контрреволюционера.
Вскоре Худайбердина переводят в политотдел 25-й стрелковой дивизии РККА под командованием В.И. Чапаева (в это же время там работает Д.А. Фурманов, будущий биографист комдива). В составе части участвует в освобождении Уфы в 1919 году. Организует издание «Известий политотдела дивизии» на татарском языке, пишет передовицы газеты, становится членом Уфимского губернского временного революционного комитета, затем заведующим отделом ревкома по мусульманским делам, утверждается председателем мусульманской секции коммунистов при Уфимском губкоме РКП(б).
В качестве политработника 5-й армии РККА доходит с дивизией до Петропавловска. В должности командира дивизии в конце 1919 года возвращается в Башкирию, переходит на государственную и партийную работу. Он возглавляет Бурзян-Тангауровский кантонный исполком и кантком РКП(б). На период его работы в должности приходится антисоветское восстание в кантоне, начавшееся после распространения на Башкирию общероссийских мер продовольственной диктатуры (декретом ВЦИК и СНК от 19 мая 1920). Эта мера, несмотря на необходимость, шла вразрез с условиями соглашения об автономии, подписанного с правительством националистов. Весь прежний состав Башревкома, сформированный из старых деятелей автономии с Ахметзаки Валиди во главе, ушёл в отставку, создав повод для непризнания новых властей, что и спровоцировало выступление летом 1920 года — в кантоне формируется ряд повстанческих отрядов, объединившихся в «Башкирскую красную армию» под лозунгом восстановления Башревкома в его первом составе и свёртывания продразвёрстки. Худайбердин принимает участие в усмирении мятежа. До осени борьба идёт сугубо военными методами, на помощь были привлечены русские по составу части БашЧК под общим командованием В.Е. Поленова, объявившего Баймак на военном положении, однако движение не идёт на спад. Тогда возвратившийся с польского фронта башкирский комдив Муса Муртазин настаивает на политике частичных уступок: повстанцам предлагают амнистию и суд над виновными в злоупотреблениях. На этих условиях Ревком «Башкирской красной армии» соглашается сложить оружие.
В феврале 1921 года на IV Башкирской областной конференции РКП(б) избирается в члены, потом — в члены президиума Башобкома РКП(б). С этого момента и до смерти участвует во всех съездах Советов Башкирии. 
Был делегатом X и XI съездов РКП(б). В марте 1921 года Худайбердин и ещё примерно 300 делегатов X съезда РКП(б) добровольно участвовали, по призыву В.И. Ленина, в подавлении Кронштадтского восстания, причём Худайбердин получил ранение. За участие в штурме города он был награждён орденом Красного знамени.

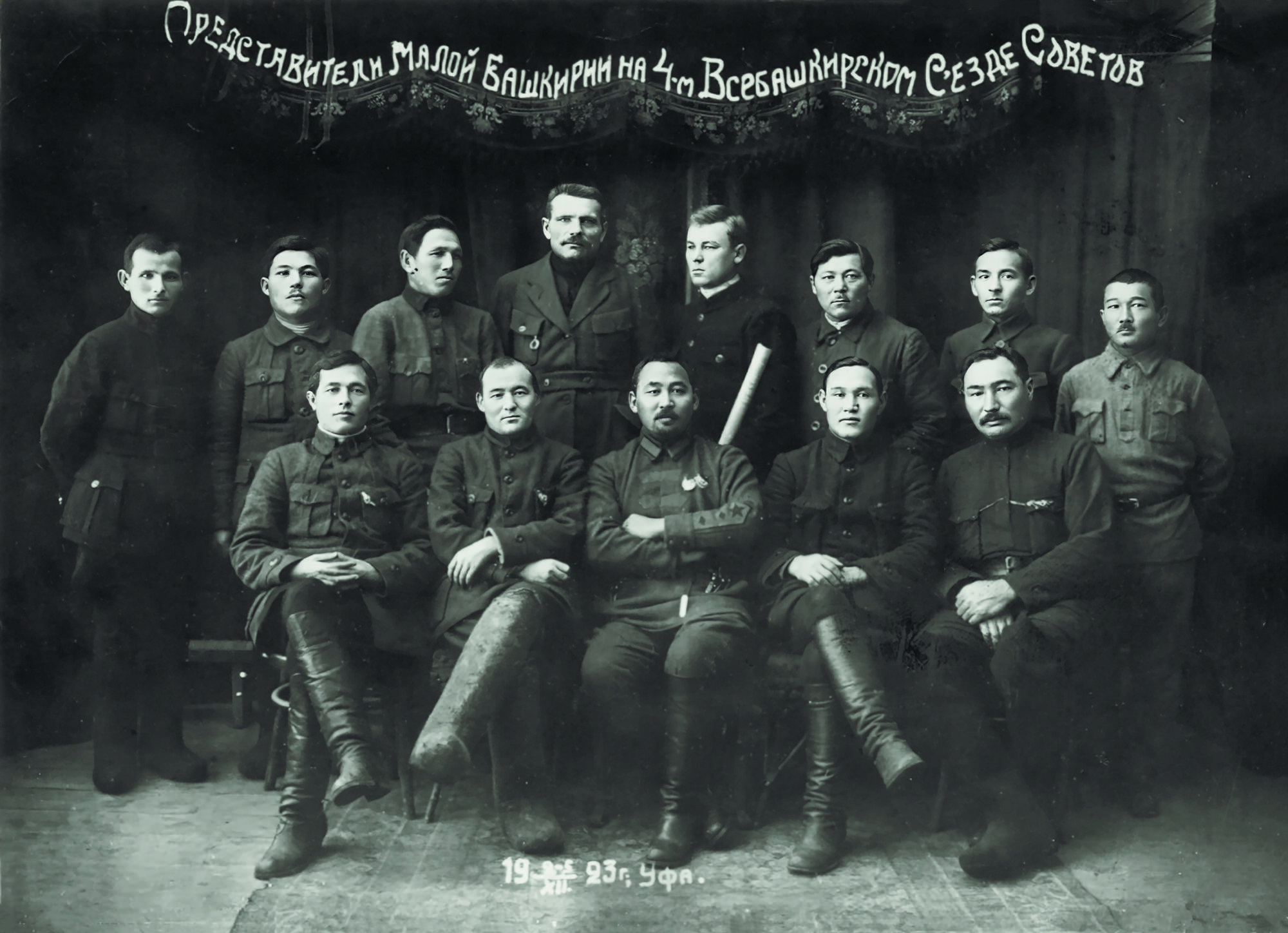
Худайбердин (сидит, второй слева) среди представителей Малой Башкирии на IV Всебашкирском съезде Советов, 1923 г.

В 1921—1924 годах работает председателем Башкирского ЦИК, политическим (первым) секретарем Башобкома РКП(б), заместителем наркома земледелия, до конца жизни руководил народным комиссариатом внутренних дел Башкирской АССР. Под его руководством проводилась работа по формированию норм современного башкирского литературного языка и внедрению его в делопроизводство как государственного языка республики. В статье «Как писать?» (Нисек яҙырға?) он высказывается против опоры на восточные говоры, за сближение литературной нормы с татарским языком:

Поскольку с точки зрения истории не изучено, в каком из родов язык сохранился чистым, истинно башкирским, было бы, по-моему, неверным без всяких доказательств брать в качестве «истинного башкирского языка» говор горных башкир и насильно внедрять его в практику. Возможно, со временем коренной говор будет определен. Но сейчас, при реализации языка, мы должны взять за основу ту речь, которая ближе всего к жизни. А таков, по-моему, язык, на котором говорят кипчакские, юрматинские, яланские, усерганские, сакмарские, пермские башкиры. Этот язык и надо реализовать. В этом случае и товарищам татарам, с которыми мы очень тесно связаны, будет намного удобней, и осуществится желание нашего народа быстрее сделать родной язык государственным.

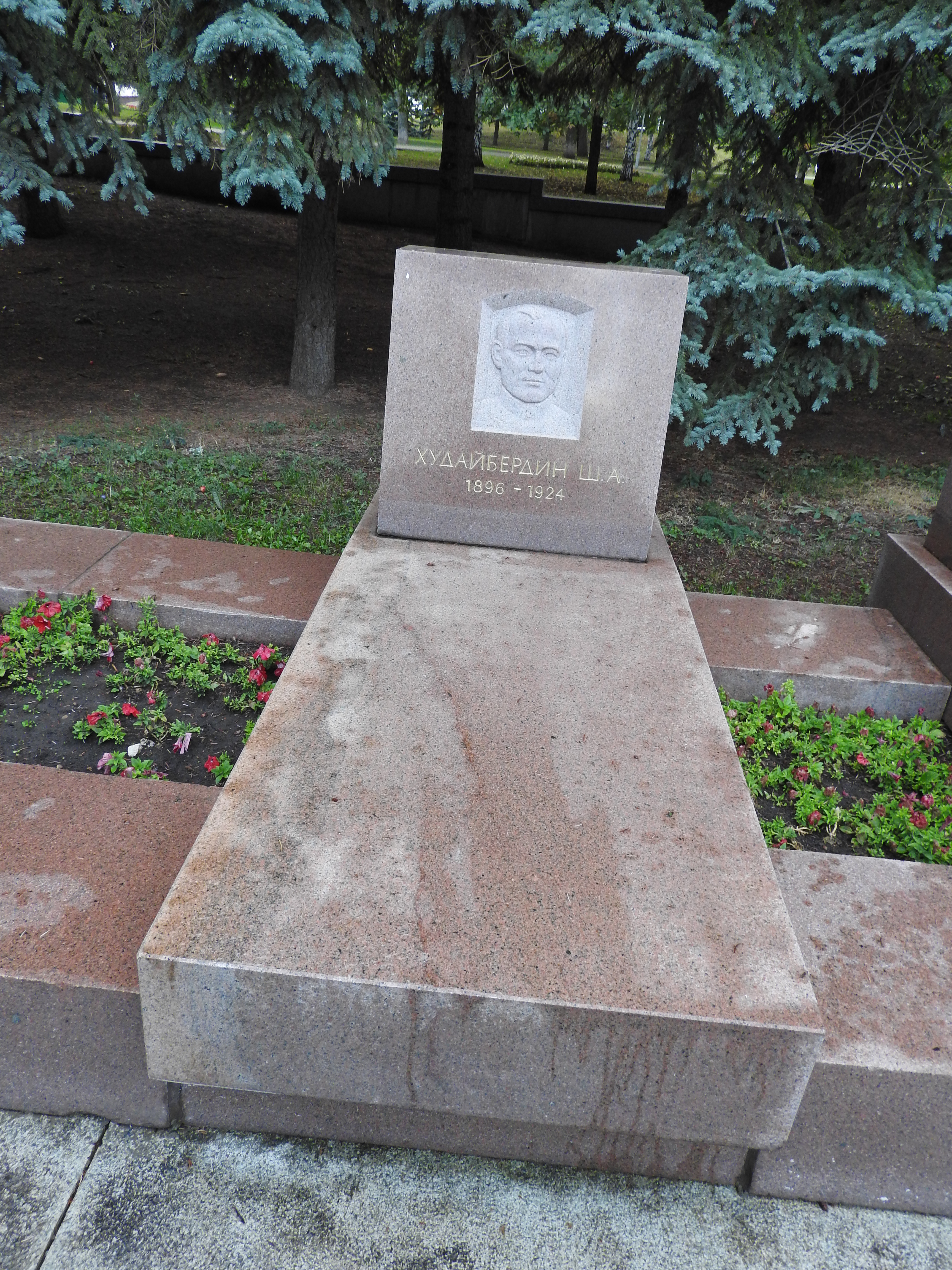
Могила Ш.А. Худайбердина в уфимском Парке имени Ленина

В ноябре 1924 года Ш. Худайбердин выехал на совещание в Москву, где резко обострились последствия ранения. Его положили в клинику Московского университета, где и скончался 21 декабря 1924 года.
Похоронен в Уфе в парке имени Ленина.

## Семья
Дочь Тамара (1923—1998) — балерина, заслуженная артистка РСФСР, народная артистка Башкирской АССР. Жена Магруй
Шариповна Худайбердина.

## Награды
- Орден Красного Знамени (1921)

## Память
Именем Худайбердина названы библиотека, Баймакский машиностроительный завод, колхозы[уточнить], его родная деревни Псянчино была переминована в Худайбердино, улицы в Уфе, Стерлитамаке, Ишимбае, Давлеканово, Кумертау, Янауле, Туймазах.
В Уфе установлены памятник и мемориальная доска, памятники также есть в Стерлитамаке, Кумертау и на родине революционера, в селе Худайбердино.
Действует дом-музей Ш. А. Худайбердина в Уфе (ул. Ново-Мостовая). В этом доме долгие годы жила его дочь, балерина Тамара Худайбердина (1923—1998).
В 1989 году учреждена ежегодная республиканская премия имени Ш. Худайбердина за лучшие работы в области журналистики.

Памятник Шагиту Худайбердину, Уфа, улица 50-летия Октября, 13
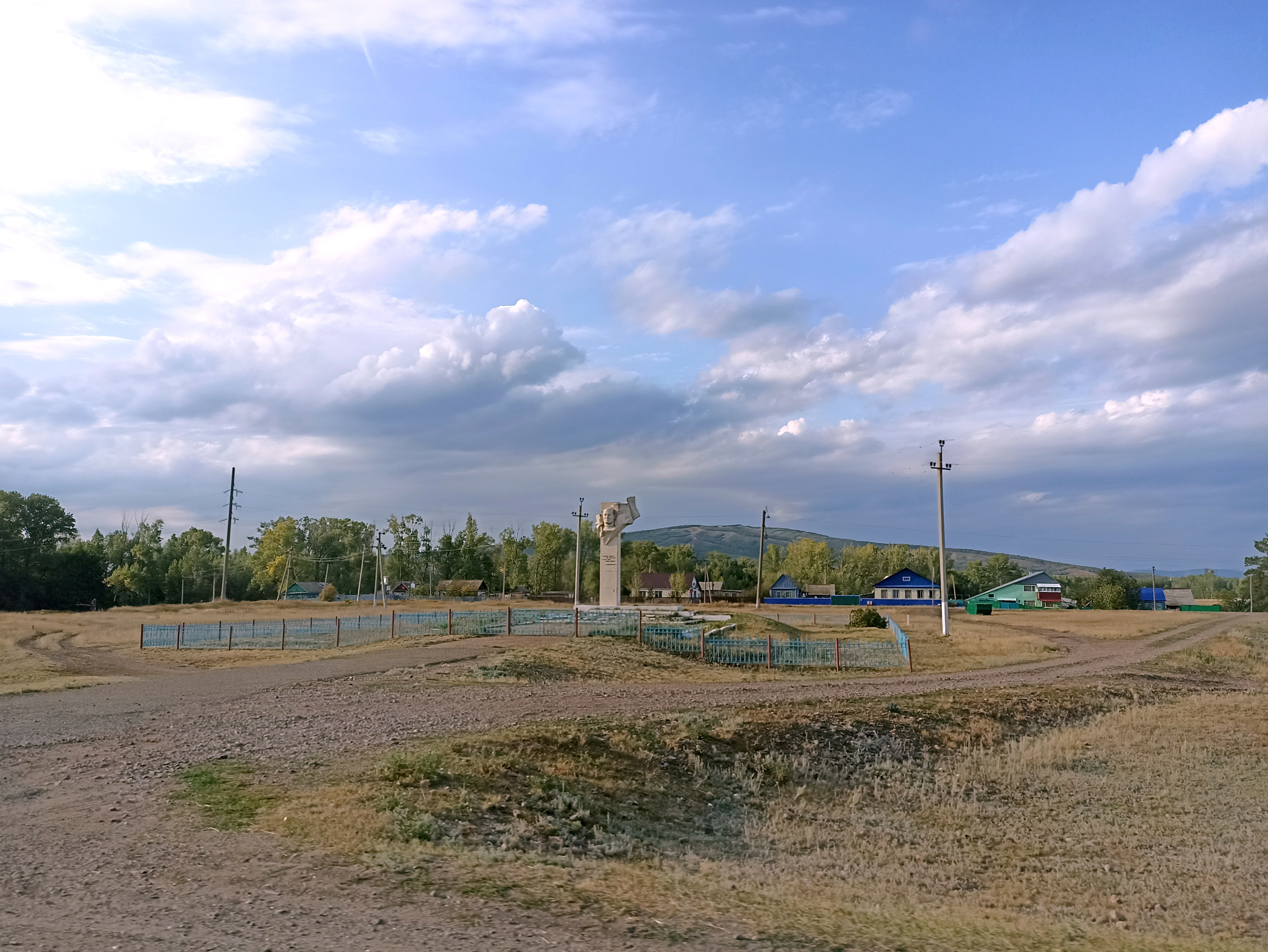
Памятник революционеру в его родном селе Худайбердино

## Литературное творчество
Литературное наследие Шагита Худайбердина невелико. За период с 1917 по 1924 гг. он опубликовал в газетах более тридцати рассказов, стихотворений, публицистических статей, очерков и произведений мемуарного характера. Подписывал свои произведения также псевдонимами Башкорт, Башкорт улы, Шахит, Худай.
В его произведениях «Солдатская жизнь», «Солдат», «Белобилетники», «Жена солдата», «Красная Уфа», «Кровавые дни в Башкирии», «Кронштадт», «В восемнадцатом году» нашли отражение события февральской и октябрьской революций, гражданской войны, первые годы при власти красных. Сохранились несколько стихотворений из творческого наследия Ш. Худайбердина: «Девушка-красавица», «Башкортостан», «Красному солдату».